# Santorre Santarosa (sous-marin)
Le Santorre Santarosa est un sous-marin de la classe Bandiera en service dans la Regia Marina au début des années 1930 et ayant servi pendant la Seconde Guerre mondiale.
Le navire a été nommé en l'honneur de Santorre di Santa Rosa (1783-1825), un militaire, homme politique, révolutionnaire et aventurier  italien. Il fut maire de sa ville natale Savillan et ministre de la guerre au gouvernement provisoire de Charles-Félix de Savoie, roi de Sardaigne

## Caractéristiques
La classe Bandiera était une version améliorée et élargie des précédents sous-marins de la classe Pisani. Ils déplaçaient 940 tonnes en surface et 1 097 tonnes en immersion. Les sous-marins mesuraient 69,8 mètres de long, avaient une largeur de 7,3 mètres et un tirant d'eau de 5,26 mètres. Ils avaient une profondeur de plongée opérationnelle de 90 mètres. Leur équipage comptait 53 officiers et soldats.
Pour la navigation de surface, les sous-marins étaient propulsés par deux moteurs diesel FIAT de 1 500 chevaux (1 119 kW), chacun entraînant un arbre d'hélice. En immersion, chaque hélice était entraînée par un moteur électrique Savigliano de 650 chevaux-vapeur (485 kW). Ils pouvaient atteindre 15 noeuds (28 km/h) en surface et 8,2 noeuds (15,2 km/h) sous l'eau. En surface, la classe Bandiera avait une autonomie de 4 750 milles nautiques (8 800 km) à 8,5 noeuds en surface et 60 milles nautiques (110 km) à 4 nœuds (7,4 km/h) en plongée.
Les sous-marins étaient armés de huit tubes lance-torpilles de 53,3 centimètres (21 pouces), quatre à la proue et quatre à la poupe, pour lesquels ils transportaient au total 12 torpilles. Ils étaient également armés d'un seul canon de pont 102/35 Model 1914 à l'avant de la tour de contrôle (kiosque) pour le combat en surface. Leur armement anti-aérien consistait en deux mitrailleuses Breda Model 1931 de 13,2 mm,.

## Construction et mise en service
Le Santorre Santarosa est construit par le chantier naval Odero-Terni-Orlando (OTO) de La Spezia en Italie, et mis sur cale le 1er mai 1928. Il est lancé le 22 octobre 1929 et est achevé et mis en service le 29 juillet 1930. Il est commissionné le même jour dans la Regia Marina.

## Historique
Après son achèvement, le Santorre Santarosa est affecté (avec les trois navires-jumeaux (sister ships)) à la VIe Escadrille de sous-marins de croisière moyenne, basée à Tarente.
En 1932, le VIe Escadron devient le VIIe Escadron et en 1934, il redevient le VIe Escadron, bien que son quartier général ait été déplacé à Naples.
Le 21 juin 1940 (avec le capitaine de corvette Guido Coscia comme commandant), le Santorre Santarosa est envoyé entre Ibiza et Majorque. Cependant, pris par une panne, il doit faire demi-tour, retournant à la base le 26 juin sans avoir repéré d'unités ennemies.
Par la suite, il est envoyé au sud de la Crète pour une mission offensive. Le 1er octobre 1940 à 0h10 du matin, il attaque un sous-marin avec un lancement de torpilles, qui échoue.
Le 8 novembre 1940, il éperonne accidentellement le remorqueur Giuseppe e Maria au large d'Augusta, le faisant couler. Gravement endommagé, il doit rentrer au port.
Entre le 4 et le 8 avril 1941, alors qu'il est en mission offensive à l'ouest de Malte pour contrer l'opération britannique "Winch", il perd, à cause de la mer agitée, l'enseigne Emanuele Peretti.
Il est ensuite chargé de transporter des fournitures en Libye, sous le commandement du lieutenant de vaisseau Giuseppe Simonetti.
Le 21 octobre 1942, alors qu'il rentre à Naples, il est attaqué par un sous-marin avec le lancement de trois torpilles, qu'il esquive en contre-attaquant.
Le 15 janvier 1943, il part pour sa dernière mission de transport. Quatre jours plus tard, il s'échoue sur Kaliuscia (Tripolitaine), devant transborder sa cargaison sur des barges. Dans la nuit suivante (alors que tout le matériel a déjà été débarqué), il est attaqué par des vedettes-torpilleurs britanniques (Motor Torpedo Boat ou MTB). L'une des torpilles (lancée depuis le MTB. 260) a atteint la cible, tuant deux hommes (le chef de deuxième classe Vito Boccellato et le marin Gaetano Aprile) et réduisant le Santarosa à l'état d'épave.
Le 20 janvier 1943, l'épave du sous-marin, pour éviter la capture (trois jours plus tard, Tripoli sera occupée par les Britanniques), est miné et explose,.